# Neunkirchen am Brand

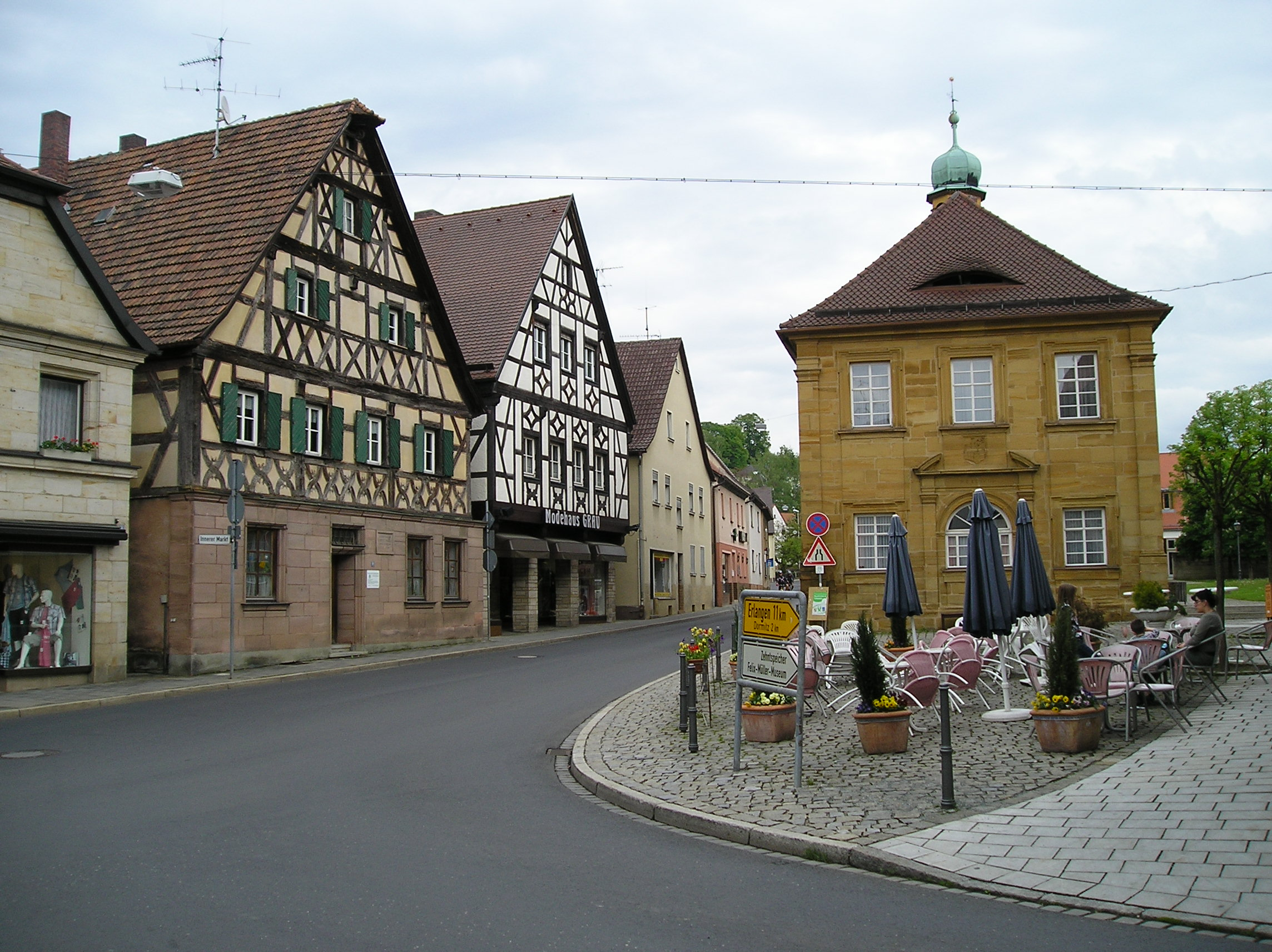
Neunkirchen am Brand

Neunkirchen am Brand este o comună-târg din districtul  Forchheim, regiunea administrativă Franconia Superioară, landul Bavaria, Germania.